# Lexow
Lexow ist ein Ortsteil der Gemeinde Walow im Westen des Landkreises Mecklenburgische Seenplatte in Mecklenburg-Vorpommern, Deutschland. Der Ort liegt ca. 5 km von Malchow, 6 km von Röbel/Müritz und 15 km von Waren (Müritz) entfernt. In 2 km Entfernung befindet sich im Walower Ortsteil Strietfeld der Große Kreßinsee.
Zeugnis der frühgeschichtlichen Besiedlung der Umgebung ist der Polygonaldolmen von Lexow.

## Geschichte

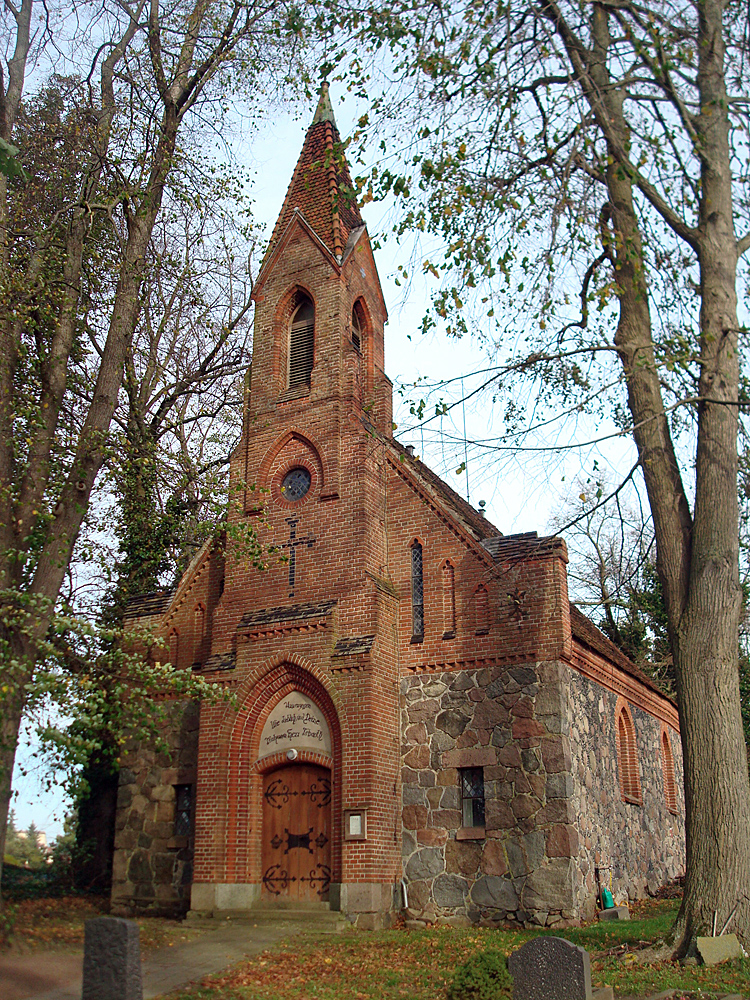
Dorfkirche Lexow

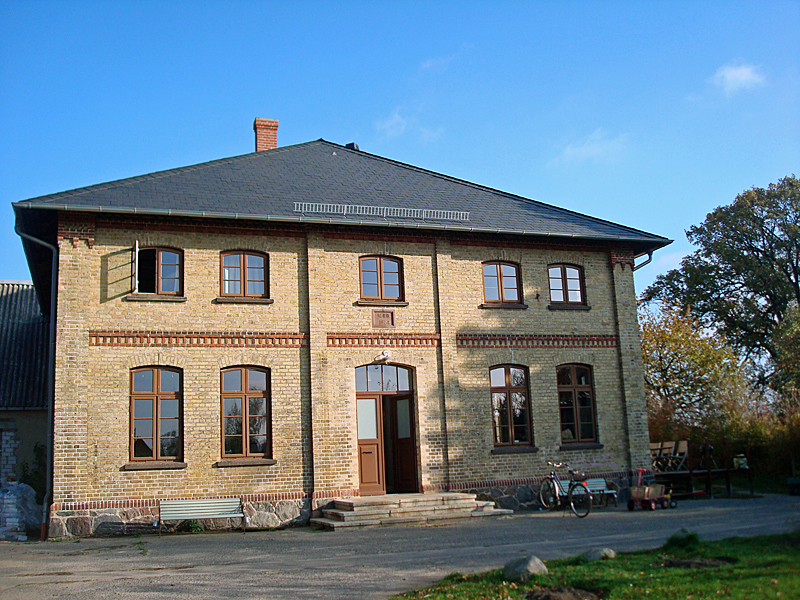
Gutshaus Lexow

Die Geschichte Lexow fällt mit derjenigen der Klöster Malchow und Dobbertin zusammen, mit welchen es seit frühester Zeit in enger Verbindung stand.
Am 29. Mai 1298 wurde Lexow erstmals urkundlich erwähnt.
Zu dieser Zeit wurde ein Nonnenkloster von Röbel/Müritz nach Alt-Malchow verlegt. Der in diesem Gebiet regierende Fürst Nikolaus von Werle schenkte dem Kloster das Patronat über die Kirchen zu Alt-Malchow, Neu-Malchow und Lexow. Den mit der Kirche Lexow verbundenen Grundbesitz gab das Kloster Malchow (spätestens) 1345 an das Kloster Dobbertin, das diesen durch seinen Sandpropst über Jahrhunderte verwalten ließ.

## Sehenswürdigkeiten
→ Siehe auch Liste der Baudenkmale in Walow#Lexow
- Gotische Dorfkirche Lexow: Saalkirche von um 1400  aus Feldsteinen mit polygonalen Chor und neogotischen Turm von 1887/88 sowie Friedhof mit umgebender Feldsteinmauer.
- Gutsanlage und zweigeschossiges Gutshaus Lexow von 1874; zur DDR-Zeit Konsum-Laden, Gaststätte/Tanzlokal und Apotheke, heute (2015) Ferienhaus.
- Gedenkstein zu Ehren der Opfer des Ersten Weltkriegs.
- Der Polygonaldolmen von Lexow liegt in einem Wald östlich von Lexow.

## Bekannte Söhne und Töchter
- Armin Schwolgin, Professor für Transport und Logistik an der DHBW Lörrach

### Gedruckte Quellen
- Mecklenburgisches Urkundenbuch (MUB)